# La batea / Tío Caimán
La batea / Tío Caimán es un sencillo del grupo chileno Quilapayún, lanzado en Italia en 1975 y que contiene el reconocido tema «La batea» en el lado A, perteneciente a los álbumes de estudio Vivir como él (1971) Adelante (1975), y la canción «Tío Caimán» en el lado B, perteneciente al disco Quilapayún 4 (1970). Ambos temas aparecieron por separado en otros sencillos de principios de la década de 1970.

## Lista de canciones
| Lado A |            |                       |          |  |
| N.º    | Título     | Escritor(es)          | Duración |  |
| 1.     | «La batea» | Quilapayún, Toni Taño |          |  |

| Lado B |              |                              |          |  |
| N.º    | Título       | Escritor(es)                 | Duración |  |
| 2.     | «Tío Caimán» | Carlos Francisco Chang Marín |          |  |